# Колонизация на Бесарабия
Колонизацията на Бесарабия е процес на интензивна миграция към Бесарабската губерния, настъпил след като тя става част от Руската империя и развил се в продължение на повече от столетие между 1812 – 1917 г. (най-активно в периода 1808 – 1870). Този процес има трайно въздействие върху населението и етническата структурата на териториите между реките Прут и Днестър.
Колонизацията на Бесарабия продължава 105 години след 1812 г. в източната част на Средновековна Молдова, след като земите ѝ са приобщени като руска губерния. Географски, имиграцията не е равномерна и в земите на Северна и Южна Бесарабия (особено в градовете като Хотин и Аккерман) се заселват по-голям брой украинци в сравнение с румънци (молдовани), които остават в селските райони.

## Предпоставки

### Анексиране на Бесарабия
В началото на XIX век Руската имперска администрация отбелязва политическото отслабване на Османската империя, заема източната половина на Молдавското княжество и я обявява за своя губерния със столица Кишинев. Това действие е ратифицирано след шест години война с мирния договор от Букурещ, подписан от 16/28 май 1812 г. между Руската и Османската империя.

#### Демографска ситуация при анексирането
Още преди 1812 г., руската администрация прави оценки за броя на жителите в областта между двете реки и отсъжда, че районът е населен, но не достатъчно. В периода на Руско‐турската война (1806 – 1812) цели села мигрират през Прут и през 1810 г., там вече живеят 327 199 души, от които само около 7% са румънци. След края на Наполеоновите войни, царското правителство на Русия организира в периода 1816 – 1817 преброяване, което дава по-точни данни за броя и етническия състав на населението. Според тези данни в Бесарабска губерния живеят 96 526 семейства, като румънците са повече от 76% от общия брой на населението, втори етнос по брой е украинският – 8,7%, а седем националности се разпределят в останалите около 15%.

### Мащаб на колонизацията
През 1817 г. в Бесарабия населението се увеличава до 493 000 души, а през 1915 то възлиза на 2 687 000. Увеличението се дължи не толкова на естествения прираст, както на крупната колонизация, проведена от царската администрация. Между 1837 – 1857 г., според официалната статистика, в Бесарабия средно всяка година са заселвани нови 21 000 пруто-днестърски граждани.
Още в началото на Руско‐турската война от 1806 – 1812 южната част на Бесарабия е обезлюдена, тъй като хиляди татари-ногаи се местят в Османска Добруджа. В това освободено жизнено пространство между 1808 – 1809 г. царските власти заселват и оземляват кримски татари, чиито земи са отнети в полза на руската държава. 
Процесът на колонизация на Южна Бесарабия е започнат много преди официалното ѝ анексиране като провинция в рамките на империята. През 1812 г. на император Александър I е съобщено, че генерал Кутузов е създал в Бесарабия благоприятни условия за заселване на колонисти. В същото време прогонените от военните действия румънци започват постепенно да се връщат към родните си места с обещанието на властите за спазване на старите обичаи и навици. В Бесарабия са привлечени благородници и руски офицери като граф Бекендорф, граф Канкрин, граф Неселроде и генерал Сабанеев, на които са предоставени обширни имоти в землищата на Измаил, Бендери и Аккерман.
Руските власти стимулират заселването в Бесарабия и на руски казаци, българи, гагаузи, германци, албанци, гърци, руснаци, украинци и евреи.

## Колонизация
Сред първите заселници са дунавски казаци, поселени в Буджак през 1807 г. по заповед на началника на императорската дунавска армия.

### Българи и гагаузи
Преди, по време и след края на Руско-турската война (1806 – 1812), в южната част на Бесарабия се заселват българи и гагаузи. Първите последват отстъпващите руски войски след края на войната поради страх от репресии на турците. Вторите са сред малкото тюрки-християни в Османска България и говорят турски, смесен с елементи на арабски. Имиграцията на българите и гагаузите има пикове през 1808, 1812, 1828, 1830 – 1834 и е насочена около град Болград.
На 23 февруари 1832 г., Николай I одобрява имената на колониите от българи и гагаузи: Беймагала, Бургуджи, Чамчич, Чумлекчии, Чушмелия, Кулевча, Делжилер, Драгодан, Каланчак (Измаилски район), Девлетагач, Ферапонтевка, Волное (Тарутински район), Главан, Гюлмен, Голица, Пандъкли, Селиоглу, Табаки, Стари Трояни, Трапоглу, Твардица, Вайсал и др.
Българите и гагаузите биват освободени от военен набор над 50 години. Гарантирана им е свобода на култа и занаятите. Освен това те получават правото да произвеждат водка без никакви ограничения.
До 1827 г., в Буджак се основават 42 колонии, като значително увеличаване на броя на тези етнически селища настъпва в резултат на Руско‐турската война от 1828 – 29 и Кримската война (1853 – 56). През 1841 г. вече има 73 колонии от българската и гагаузката общност с около 64 000 души и 527,6 хиляди квадратни метра обработваема земя. През 1876 Константин Иречек посочва 46 бесарабски колонии, населени с български колонисти.

### Немци
Германските заселници пристигат от Полша и балтийските страни през годините 1814, 1816, 1817, 1833, 1834, 1836, 1839 и 1842.
През 1814 г. германците построят в Южна Бесарабия първата си колония Тарутино, а през 1815 – 1816 г. са формирани Арциз, Березине, Бородино и Серпневе, а колонията Сарата – през 1822 година. През същата година с декрет на Александър I колонистите германци и българи са освободени от данъци на държавата върху дървения материал от Херсон, използван в строителството на къщи и обществени сгради. 
Германците получават и други специални привилегии, за да отседнат в Южна Бесарабия. Те са освободени от данъци и плащания в рамките на десет години, получават кредит от страна на държавата за десет години; получават парична помощ ежедневно за храна от момента на сеитба до получаване на първата реколта; освободени са от всякаква военна повинност; осигурена им е пълна свобода на вероизповедание. При тези обстоятелства не е изненадващо, че освен немските колонисти, дошли от Херцогство Варшава, в Бесарабия пристигат и жители на Германия, по-специално на Бавария и Вюртемберг.
През 1856 г. в Бесарабия живеят 24 159 германци. Тези заселници внасят съвременни селскостопански методи и породи животни в южната част на провинцията, а по-късно се разпространяват с течение на времето и в централните райони на Бесарабия.

### Украинци (малоруси)
Настаняването на украинци в Бесарабия също широко е стимулирано с привилегии. След 1812 г. украинците идват с отварянето на границата през Днепър и започват да работят в селското стопанство и като занаятчии, чиновници, военни, свещеници. В навечерието на Първата световна война Институтът за подпомагане на развитието на селското стопанство заселва украинци по протежение на Прут, в землището на Аккерман и Хотин, което допринася за усвояването на румънския популационен елемент.

### Руснаци (великоруси)
Първата категория руснаци, които пристигат в Бесарабия, са избягали крепостни селяни през XVIII–XIX век, преследващи ширещите се в Царска Русия различни „слухове“ за това, че Бесарабия е „земя на злато“, „земен рай“. Тези селяни отказват да работят безплатно и напускат своите домове, имоти и господари, бягайки в други губернии, включително и в Бесарабия. Само през 1810 – 1811 г. в Буджак бягат над 15 000 руски и украински селяни. Ако през 1812 г. в 12 села на Буджак са живели общо 312 руски семейства, то през 1822 там вече живеят 1248 семейства.
Втората категория руски селяни, които пристигат в Бесарабия са „разколници“ – представители на вярата на православните старообредци. Те не приемат реформата на църковната дейност на патриарх Никон през 1655 – 1656 и се скриват в близките няколко региони на съседните страни, между които и в Бесарабия. Живеят изолирано от молдовските жители, ангажирани са в селското стопанство и животновъдството, не учат руски език освен в използваните навици на стария православен ритуал. През 1868 г. в Бесарабия живеят 9800 старообредци – в Орхей, Теленещки район, Иванча и Избище.
Третата категория руски селяни са селяни-колонисти, внесени от царската администрация. На 21 септември 1826 г. е потвърдено решението за преместване в Бесарабия на 20 000 селяни от Черниговска, Полтавска, Орловска, Курска и Калужка губерния, а също така от Тула и Рязан.

### Евреи
До анексирането през 1812 г., в Бесарабия живее постоянна еврейска общност, като броят им достига до около 20 000 души. Действат 16 еврейски училища, обхващащи 2100 ученици и 70 синагоги. Регионът е център за литература на иврит и идиш. През 1836 г. еврейското население нараства до 94 045 души, а през 1897 - 228 620, което възлиза на 11,8% от населението в губернията. До края на XIX век евреите представляват около половината от населението на Кишинев, в размер от 125 000 човек.
През 1835 г., когато Бесарабия започва постепенно да губи своята самостоятелност, общоруските закони срещу евреите са приложени и към евреите от Бесарабия. В годините на 1869, 1879 и 1891 г., са публикувани постановления за изгнание на евреите от различни градове. През 1903 г., по време на великденските дни (6 – 7 април), настъпва първият еврейски погром в Кишинев, в резултат на което са убити 49 евреи, около 500 са ранени, като са силно повредени стотици еврейски домове и магазини, а около 2000 еврейски семейства остават без дом. Втори еврейски погром се осъществява в периода 19 – 20 октомври 1905 г., по време на който 19 евреи са убити, а 56 са ранени. Този път, някои евреи организират отряди за самозащита, за да предпазят своята общност. Известната поема Ве-Ir ha-Haregah („В града на Клането“) от автора Хаим Наман Бялик, е написана в Кишинев след това събитие. Погромите през 1903 и 1905 г. прокудват хиляди евреи в емиграция в Съединените щати.

### Швейцарци
През 1822 г., в днешна област Одеса, в непосредствена близост до Днестърското езеро, са настанени колонизатори от Швейцария. Повечето идват от областта на Базел, където в началото на XIX век има големи икономически трудности. Между другото, в Базел дори има улица, която се нарича Bassarabien Strasse. Други идват от областта Во на брега на Женевското езеро, известна с лозарството си. 
Швейцарците получават територии, предназначени за стопанство, освободени са от военна служба, имат свободата на вероизповедание и получават освобождаване от данъци за 10 години.
Калвинисти по убеждение, те изграждат едни от най-красивите селища в Бесарабия. Домовете, улиците и протестантската църква на швейцарците се разглеждат като паметници на архитектурата в местността Буджак, а винопроизводството им е ценено дори от руското дворянство. 
С националиизацията и присъединяването на тази провинция към Съветския съюз и създаването на Бесарабска съветска република много швейцарци напускат Бесарабия.

## Статистически данни
|  |  |  |

Етническа структура, 1817
|  |  |  |

Structura etnică în 1897

### Етническа структура
| Етнос             | 1817    | 1817    | 1856    | 1856    | 1897      | 1897      |
| Етнос             | Брой    | %       | Брой    | %       | Брой      | %         |
| ----------------- | ------- | ------- | ------- | ------- | --------- | --------- |
| Молдовани/Румънци | 377 200 | 76,4    | 676 100 | 68,2    | 920 900   | 47,6      |
| Украинци          | 43 000  | 8,7     | 126 000 | 12,7    | 382 100   | 19,7      |
| Евреи             | 22 100  | 4,5     | 78 800  | 7,9     | 228 200   | 11,8      |
| Руснаци           | 10 000  | 2,0     | 20 000  | 2,0     | 155 800   | 8,0       |
| Българи           | 25 200  | 5,1%    | 48 200  | 4,9%    | 103 500   | 5,3       |
| Гагаузи           | 25 200  | 5,1%    | 48 200  | 4,9%    | 56 000    | 2,9       |
| Германци          | 6600    | 1,4     | 24 200  | 2,4     | 60 200    | 3,1       |
| Цигани            | 3500    | 0,7     | 11 500  | 1,1     | 8600      | 0,5       |
| Гърци             | 3200    | 0,6     | 3000    | 0,3     | 2700      | 0,1       |
| Арменци           | 2700    | 0,5     | 2700    | 0,3     | 2100      | 0,1       |
| Други             | –       | –       | 1400    | 0,1     | 17 000    | 0,9       |
| Общо              | 493.500 | 493.500 | 991.900 | 991.900 | 1.935.400 | 1.935.400 |

### Грамотност
| Етническа група   | Мъже % | Жени % |
| ----------------- | ------ | ------ |
| Немци             | 63,5   | 62,9   |
| Поляци            | 55,6   | 52,9   |
| Евреи             | 49,6   | 24,1   |
| Беларуси          | 42,3   | 11,5   |
| Руси              | 39,9   | 21,1   |
| Българи           | 31,4   | 6,4    |
| Гагаузи           | 21,1   | 3,4    |
| Украинци          | 15,3   | 3,1    |
| Молдовани/Румънци | 10,5   | 1,7    |
| Цигани            | 0,9    | 0,3    |

## Последици
В резултат на политиката на колонизация и русизация, извършена от императорската власт, Бесарабия коренно променя националната си структура. В източник, произнесъл се по случай Стогодишнината от преминаването на Бесарабия към Русия, 1812 – 1912, намираме: 
| „ | Най-старите хора в Бесарабия са молдовани, и макар според официалните данни те да се 48 процента, всъщност молдованите формират 70 на сто от цялото население. | “ |

Освен това настъпват някои мутации в структурата на изповеданията в Бесарабия. В края на XIX век, 84,36% от бесарабите са православни, 11,65% са юдаисти, 2,88% – протестанти, 0,95% – католици, 0,13% – представители на други вероизповедания, християнски и 0,03% – мюсюлмани.

### В Буджак
В резултат от политиката на колонизация, населението на Буджак нараства с около 40 000 жители през 1812 и достига 297 642 през 1859 година. По този начин, в продължение на няколко години, Буджак се превръща в истинска мозайка от етноси. През 1827 г., според статистиката, населението е разпределена така: румънци – 33,6%, българи и гагаузи – 22,8%, украинци – 19,4%, руси и липовани – 9,1%, германци 5,7%, поляци 2,9%, евреи 2,4%, гърци 1,9%, арменци 0,9%, други 1,3%. Пропорциите ще останат същите в продължение на цял век.
През февруари 1877 г., префектът на Бесарабия информира министър-председателя на Румъния Йон Братиану, че в неговия район живеят само 15% румънци, в сравнение с 68% от руснаци и българи. След реанексирането на Южна Бесарабия към Русия през 1878, процесът на промяна на етническата структура на зоната продължава. Според последното преброяване на населението през 1897 г., в Буджак живеят 704 436 души (румънци, руси, украинци, българи, гагаузи, германци, гърци, албанци, евреи, и др).

## Галерия
- Бесарабия на европейската карта
- Карта на етническия състав на Руската Империя през 1862 г., „власите“ (молдовани/румънци) са посочени под номер 11.
- Разпространение на румънски език в Руската Империя, според преброяването от 1897 година.
- А. Н. Крупенский, „Краткий очерк о бессарабском дворянстве. 1812 – 1912“
- Русия – етноси и религи, 1898 г.